# تنگ تیزاب
تنگ تیزاب منطقه‌ای تفریحی و گردشگری در استان فارس است.
تنگ تیزاب در ۲۸ کیلومتری  غرب شهر اردکان (فارس) (مرکز شهرستان سپیدان) و در جادهٔ اردکان یاسوج قرار دارد. در این تنگ رودخانه‌ای جاریست که آب آن از کوه‌های سپیدان سرچشمه می‌گیرد. در این مکان زیبا کمپ‌هایی برای استراحت گردشگران در نظر گرفته شده‌است.
برای رسیدن به این تنگ نیازی به پیاده‌روی نیست و می‌توان با ماشین به خود رودخانه رسید اما برای دیدن بَرم‌های آن بایستی مسافتی را پیاده رفت. در کنار این رودخانه سکوهایی برای بازدیدکنندگان فراهم شده‌است.
همچنین در نزدیکی این محل پایگاه جاده‌ای هلال احمر قرار دارد.